# Campionato europeo maschile di pallacanestro 1993
Il 28º Campionato Europeo Maschile di Pallacanestro FIBA (noto anche come FIBA EuroBasket 1993) si è tenuto dal 22 giugno al 4 luglio 1993 in Germania.
I gironi di qualificazione e la seconda fase si sono disputati alla Europahalle di Karlsruhe ed alla Deutschlandhalle di Berlino. A partire dai quarti di finale le gare sono state giocate alla Olympiahalle di Monaco.
Il torneo vide l'esordio di ben sette nazionali fondate negli ultimi anni:
- La Germania padrona di casa, nata nel 1990 con la riunificazione tedesca.
- L'Estonia e la Lettonia, nate nel 1991 dopo aver ottenuto l'indipendenza dall'Unione Sovietica.
- La Russia, nata a seguito della dissoluzione dell'Unione Sovietica il 26 Dicembre 1991.
- La Slovenia, la Croazia e la Bosnia-Erzegovina, nate dopo la dichiarazione d'indipendenza dalla Repubblica Socialista Federale di Jugoslavia (le prime due nel 1991 e la terza nel 1992).

A vincere il torneo fu per la prima (e finora unica) volta la Germania, che si impose sulla Russia per 71 a 70. La medaglia di bronzo andò alla Croazia la quale, nonostante la prematura scomparsa di Dražen Petrović appena due settimane prima dell'Europeo, riuscì ad arrivare fino in semifinale e a distruggere la Grecia nella finalina per 99 a 59.

## Sedi delle partite
| Gruppo      | Città             | Impianto         | Impianto | Capienza |
| ----------- | ----------------- | ---------------- | -------- | -------- |
| A           | Karlsruhe         | Europahalle      |          | 9.000    |
| C           | Karlsruhe         | Europahalle      |          | 9.000    |
| 1           | Karlsruhe         | Europahalle      |          | 9.000    |
| B           | Berlino           | Deutschlandhalle |          | 8.630    |
| D           | Berlino           | Deutschlandhalle |          | 8.630    |
| 2           | Berlino           | Deutschlandhalle |          | 8.630    |
| Fase finale | Monaco di Baviera | Olympiahalle     |          | 12.150   |

## Partecipanti
Le nazioni partecipanti sono sedici divise in quattro gironi composti da quattro squadre ciascuno.
| Gruppo A                                          | Gruppo B                                 | Gruppo C                               | Gruppo D                                 |
| ------------------------------------------------- | ---------------------------------------- | -------------------------------------- | ---------------------------------------- |
| - Bosnia ed Erzegovina - Russia - Spagna - Svezia | - Bulgaria - Francia - Croazia - Turchia | - Grecia - Israele - Italia - Lettonia | - Belgio - Germania - Estonia - Slovenia |

## Gironi di qualificazione
Nei gironi di qualificazione la vincente di ogni partita conquista due punti, la perdente uno. Accedono alla seconda fase le prime tre di ogni girone.

### Gruppo A
| Karlsruhe 22 giugno 1993 | Russia | 99 – 77 (49-27) | Bosnia ed Erzegovina | Europahalle |

| Karlsruhe 22 giugno 1993 | Spagna | 72 – 49 (36-25) | Svezia | Europahalle |

| Karlsruhe 23 giugno 1993 | Svezia | 100 – 92 (51-43) | Russia | Europahalle |

| Karlsruhe 23 giugno 1993 | Spagna | 96 – 89 (46-41) | Bosnia ed Erzegovina | Europahalle |

| Karlsruhe 24 giugno 1993 | Bosnia ed Erzegovina | 86 – 69 (45-36) | Svezia | Europahalle |

| Karlsruhe 24 giugno 1993 | Spagna | 86 – 75 (38-38) | Russia | Europahalle |

| -  | Nazione              | G | V-P | Pf-Ps   | Pts | Diff. |
| -- | -------------------- | - | --- | ------- | --- | ----- |
| 1. | Spagna               | 3 | 3-0 | 254-213 | 6   | +41   |
| 2. | Russia               | 3 | 1-2 | 266-263 | 4   | +3    |
| 3. | Bosnia ed Erzegovina | 3 | 1-2 | 255-264 | 4   | −9    |
| 4. | Svezia               | 3 | 1-2 | 218-253 | 4   | −35   |

### Gruppo B
| Berlino 22 giugno 1993 | Bulgaria | 83 – 104 (39-50) | Croazia | Deutschlandhalle |

| Berlino 22 giugno 1993 | Francia | 69 – 55 (34-24) | Turchia | Deutschlandhalle |

| Berlino 23 giugno 1993 | Francia | 95 – 100 (d.1t.s.) (42-41, 85-85) | Croazia | Deutschlandhalle |

| Berlino 23 giugno 1993 | Turchia | 78 – 70 (29-35) | Bulgaria | Deutschlandhalle |

| Berlino 24 giugno 1993 | Francia | 91 – 74 (42-48) | Bulgaria | Deutschlandhalle |

| Berlino 24 giugno 1993 | Croazia | 113 – 63 (56-26) | Turchia | Deutschlandhalle |

| -  | Nazione  | G | V-P | Pf-Ps   | Pts | Diff. |
| -- | -------- | - | --- | ------- | --- | ----- |
| 1. | Croazia  | 3 | 3-0 | 317-241 | 6   | +76   |
| 2. | Francia  | 3 | 2-1 | 255-229 | 5   | +26   |
| 3. | Turchia  | 3 | 1-2 | 196-252 | 4   | −56   |
| 4. | Bulgaria | 3 | 0-3 | 227-273 | 3   | −46   |

### Gruppo C
| Karlsruhe 22 giugno 1993 | Grecia | 81 – 62 (45-40) | Lettonia | Europahalle |

| Karlsruhe 22 giugno 1993 | Italia | 92 – 83 (40-23) | Israele | Europahalle |

| Karlsruhe 23 giugno 1993 | Israele | 79 – 74 (40-41) | Grecia | Europahalle |

| Karlsruhe 23 giugno 1993 | Italia | 79 – 80 (47-38) | Lettonia | Europahalle |

| Karlsruhe 24 giugno 1993 | Lettonia | 101 – 84 (50-35) | Israele | Europahalle |

| Karlsruhe 24 giugno 1993 | Italia | 73 – 88 (33-35) | Grecia | Europahalle |

| -  | Nazione  | G | V-P | Pf-Ps   | Pts | Diff. |
| -- | -------- | - | --- | ------- | --- | ----- |
| 1. | Grecia   | 3 | 2-1 | 243-214 | 5   | +29   |
| 2. | Lettonia | 3 | 2-1 | 243-244 | 5   | −1    |
| 3. | Italia   | 3 | 1-2 | 244-251 | 4   | −7    |
| 4. | Israele  | 3 | 1-2 | 246-267 | 4   | −21   |

### Gruppo D
| Berlino 22 giugno 1993 | Germania | 103 – 113 (44-49) | Estonia | Deutschlandhalle |

| Berlino 22 giugno 1993 | Slovenia | 61 – 82 (31-35) | Belgio | Deutschlandhalle |

| Berlino 23 giugno 1993 | Belgio | 64 – 93 (35-56) | Germania | Deutschlandhalle |

| Berlino 23 giugno 1993 | Slovenia | 80 – 63 (37-28) | Estonia | Deutschlandhalle |

| Berlino 24 giugno 1993 | Slovenia | 57 – 79 (32-31) | Germania | Deutschlandhalle |

| Berlino 24 giugno 1993 | Estonia | 79 – 78 (36-36) | Belgio | Deutschlandhalle |

| -  | Nazione  | G | V-P | Pf-Ps   | Pts | Diff. |
| -- | -------- | - | --- | ------- | --- | ----- |
| 1. | Estonia  | 3 | 2-1 | 255-261 | 5   | −6    |
| 2. | Germania | 3 | 2-1 | 275-234 | 5   | +41   |
| 3. | Belgio   | 3 | 1-2 | 224-233 | 4   | −9    |
| 4. | Slovenia | 3 | 1-2 | 198-224 | 4   | −26   |

## Seconda Fase
Nella seconda fase le prime tre classificate del gruppo A formano con le prime tre del gruppo C il girone 1, le prime tre del gruppo B e le prime tre del gruppo D il girone 2. Ogni squadra incontra i tre nuovi membri del girone. Le squadre mantengono i punti conquistati nella prima fase con l'eccezione di quelli guadagnati contro la squadra ultima classificata.
Questi i nuovi raggruppamenti
| Gruppo 1                                                              | Gruppo 2                                                    |
| --------------------------------------------------------------------- | ----------------------------------------------------------- |
| - Bosnia ed Erzegovina - Grecia - Italia - Lettonia - Russia - Spagna | - Belgio - Germania - Estonia - Francia - Croazia - Turchia |

### Gruppo 1
| Karlsruhe 26 giugno 1993 | Italia | 60 – 78 (37-40) | Spagna | Europahalle |

| Karlsruhe 26 giugno 1993 | Lettonia | 72 – 91 (40-47) | Russia | Europahalle |

| Karlsruhe 26 giugno 1993 | Grecia | 102 – 84 (56-49) | Bosnia ed Erzegovina | Europahalle |

| Karlsruhe 27 giugno 1993 | Spagna | 95 – 87 (46-45) | Lettonia | Europahalle |

| Karlsruhe 27 giugno 1993 | Bosnia ed Erzegovina | 72 – 74 (38-36) | Italia | Europahalle |

| Karlsruhe 27 giugno 1993 | Grecia | 67 – 84 (38-42) | Russia | Europahalle |

| Karlsruhe 28 giugno 1993 | Lettonia | 97 – 102 (48-47) | Bosnia ed Erzegovina | Europahalle |

| Karlsruhe 28 giugno 1993 | Russia | 95 – 69 (44-48) | Italia | Europahalle |

| Karlsruhe 28 giugno 1993 | Spagna | 75 – 76 (37-36) | Grecia | Europahalle |

| -  | Nazione              | G | V-P | Pf-Ps   | Pts | Diff. |
| -- | -------------------- | - | --- | ------- | --- | ----- |
| 1. | Spagna               | 5 | 4-1 | 430-387 | 9   | +43   |
| 2. | Russia               | 5 | 4-1 | 444-371 | 9   | +73   |
| 3. | Grecia               | 5 | 4-1 | 414-378 | 9   | +36   |
| 4. | Bosnia ed Erzegovina | 5 | 1-4 | 424-468 | 6   | −44   |
| 5. | Italia               | 5 | 1-4 | 355-413 | 6   | −58   |
| 6. | Lettonia             | 5 | 1-4 | 398-448 | 6   | −50   |

### Gruppo 2
| Berlino 26 giugno 1993 | Francia | 64 – 56 (35-30) | Germania | Deutschlandhalle |

| Berlino 26 giugno 1993 | Estonia | 77 – 74 (42-39) | Turchia | Deutschlandhalle |

| Berlino 26 giugno 1993 | Croazia | 106 – 74 (54-34) | Belgio | Deutschlandhalle |

| Berlino 27 giugno 1993 | Estonia | 61 – 73 (23-44) | Francia | Deutschlandhalle |

| Berlino 27 giugno 1993 | Croazia | 70 – 63 (38-31) | Germania | Deutschlandhalle |

| Berlino 27 giugno 1993 | Turchia | 69 – 59 (32-36) | Belgio | Deutschlandhalle |

| Berlino 28 giugno 1993 | Croazia | 98 – 80 (49-41) | Estonia | Deutschlandhalle |

| Berlino 28 giugno 1993 | Francia | 83 – 65 (45-37) | Belgio | Deutschlandhalle |

| Berlino 28 giugno 1993 | Germania | 77 – 64 (38-39) | Turchia | Deutschlandhalle |

| -  | Nazione  | G | V-P | Pf-Ps   | Pts | Diff. |
| -- | -------- | - | --- | ------- | --- | ----- |
| 1. | Croazia  | 5 | 5-0 | 487-375 | 10  | +112  |
| 2. | Francia  | 5 | 4-1 | 384-337 | 9   | +47   |
| 3. | Estonia  | 5 | 3-2 | 410-426 | 8   | –16   |
| 4. | Germania | 5 | 2-3 | 392-375 | 7   | +17   |
| 5. | Turchia  | 5 | 1-4 | 325-395 | 6   | −70   |
| 6. | Belgio   | 5 | 0-5 | 340-430 | 5   | −90   |

## Fase a eliminazione diretta
Accedono all'ultima fase le prime quattro squadre di ogni girone che si incrociano con le squadre dell'altro girone per formare il tabellone finale con partite ad eliminazione diretta.

### Torneo finale
|  | Quarti di finale        | Quarti di finale       |                        |        | Semifinali                | Semifinali                |  |  | Finale                 | Finale |
|  |                         |                        |                        |        |                           |                           |  |  |                        |        |
|  | 1º luglio 1993 - Monaco |                        |                        |        |                           |                           |  |  |                        |        |
|  |                         |                        |                        |        |                           |                           |  |  |                        |        |
|  | Francia                 | 59                     |                        |        |                           |                           |  |  |                        |        |
|  | Francia                 | 59                     | 2 luglio 1993 - Monaco |        |                           |                           |  |  |                        |        |
|  | Grecia                  | 61                     |                        |        |                           |                           |  |  |                        |        |
|  | Grecia                  | 61                     | Grecia                 | 73     |                           |                           |  |  |                        |        |
|  | 1º luglio 1993 - Monaco |                        | Grecia                 | 73     |                           |                           |  |  |                        |        |
|  |                         | Germania               | 76                     |        |                           |                           |  |  |                        |        |
|  | Spagna                  | Germania               | 76                     | 77     |                           |                           |  |  |                        |        |
|  | Spagna                  |                        | 4 luglio 1993 - Monaco | 77     |                           |                           |  |  |                        |        |
|  | Germania                | 79                     |                        |        |                           |                           |  |  |                        |        |
|  | Germania                | 79                     | Russia                 | 70     |                           |                           |  |  |                        |        |
|  | 1º luglio 1993 - Monaco |                        | Russia                 | 70     |                           |                           |  |  |                        |        |
|  |                         | Germania               | 71                     |        |                           |                           |  |  |                        |        |
|  | Russia                  | Germania               | 71                     | 82     |                           |                           |  |  |                        |        |
|  | Russia                  | 2 luglio 1993 - Monaco |                        | 82     |                           |                           |  |  |                        |        |
|  | Estonia                 | 61                     |                        |        |                           |                           |  |  |                        |        |
|  | Estonia                 | 61                     | Russia                 | 84     | Finale per il terzo posto | Finale per il terzo posto |  |  |                        |        |
|  | 1º luglio 1993 - Monaco |                        | Russia                 | 84     | Finale per il terzo posto | Finale per il terzo posto |  |  |                        |        |
|  |                         | Croazia                | 76                     |        |                           |                           |  |  |                        |        |
|  | Croazia                 | Croazia                | 76                     | 98     | Croazia                   | 99                        |  |  |                        |        |
|  | Croazia                 |                        |                        | 98     | Croazia                   | 99                        |  |  |                        |        |
|  | Bosnia ed Erzegovina    | 78                     |                        | Grecia | 59                        |                           |  |  |                        |        |
|  | Bosnia ed Erzegovina    | 78                     |                        |        | 59                        |                           |  |  |                        |        |
|  |                         |                        |                        |        |                           |                           |  |  | 4 luglio 1993 - Monaco |        |
|  |                         |                        |                        |        |                           |                           |  |  |                        |        |

### Torneo dal 5º all'8º posto
|  | Semifinali           | Semifinali           | Semifinali |        |         | Quinto Posto         | Quinto Posto         | Quinto Posto  |  |
|  |                      |                      |            |        |         |                      |                      |               |  |
|  | Francia              | Francia              | 83         |        |         |                      |                      |               |  |
|  | Francia              | Francia              | 83         |        |         |                      |                      |               |  |
|  | Spagna               | Spagna               | 95         |        |         |                      |                      |               |  |
|  | Spagna               | Spagna               | 95         |        | Estonia | Estonia              | 80                   |               |  |
|  |                      |                      |            |        | Estonia | Estonia              | 80                   |               |  |
|  |                      |                      | Spagna     | Spagna | 119     |                      |                      |               |  |
|  | Estonia              | Estonia              | Spagna     | Spagna | 119     | 99                   |                      |               |  |
|  | Estonia              | Estonia              |            |        |         | 99                   |                      |               |  |
|  | Bosnia ed Erzegovina | Bosnia ed Erzegovina | 91         |        |         | Settimo Posto        | Settimo Posto        | Settimo Posto |  |
|  | Bosnia ed Erzegovina | Bosnia ed Erzegovina | 91         |        |         |                      |                      |               |  |
|  |                      |                      |            |        |         |                      |                      |               |  |
|  |                      |                      |            |        |         | Bosnia ed Erzegovina | Bosnia ed Erzegovina | 75            |  |
|  |                      |                      |            |        |         | Bosnia ed Erzegovina | Bosnia ed Erzegovina | 75            |  |
|  |                      |                      |            |        |         | Francia              | Francia              | 83            |  |

### Quarti di finale
| Monaco di Baviera 1º luglio 1993 | Francia | 59 – 61 (39-33) | Grecia | Olympiahalle |

| Monaco di Baviera 1º luglio 1993 | Russia | 82 – 61 (40-31) | Estonia | Olympiahalle |

| Monaco di Baviera 1º luglio 1993 | Spagna | 77 – 79 (d.1t.s.) (37-35, 72-72) | Germania | Olympiahalle |

| Monaco di Baviera 1º luglio 1993 | Croazia | 98 – 78 (51-41) | Bosnia ed Erzegovina | Olympiahalle |

### Semifinali
- 5º - 8º posto

| Monaco di Baviera 2 luglio 1993 | Estonia | 99 – 91 (43-38) | Bosnia ed Erzegovina | Olympiahalle |

| Monaco di Baviera 2 luglio 1993 | Francia | 83 – 95 (40-45) | Spagna | Olympiahalle |

- 1º - 4º posto

| Monaco di Baviera 2 luglio 1993 | Russia | 84 – 76 (43-37) | Croazia | Olympiahalle |

| Monaco di Baviera 2 luglio 1993 | Grecia | 73 – 76 (31-34) | Germania | Olympiahalle |

### Finali
- 7º - 8º posto

| Monaco di Baviera 4 luglio 1993 | Bosnia ed Erzegovina | 75 – 83 (34-41) | Francia | Olympiahalle |

- 5º - 6º posto

| Monaco di Baviera 4 luglio 1993 | Estonia | 80 – 119 (33-60) | Spagna | Olympiahalle |

- 3º - 4º posto

| Monaco di Baviera 4 luglio 1993 | Croazia | 99 – 59 (46-33) | Grecia | Olympiahalle |

- 1º - 2º posto

| Monaco di Baviera 4 luglio 1993 | Russia | 70 – 71 (35-38) | Germania | Olympiahalle |

## Classifica Finale
| Campione d'Europa | Campione d'Europa    | Campione d'Europa | Campione d'Europa |
| --- | -------------------- | --- | ----------------- |
| Germania4 Kleine-Brockhoff, 5 Rödl, 6 Koch, 7 Welp, 8 Öztürk, 9 Harnisch, 10 Behnke, 11 Baeck, 12 Gnad, 13 Nürnberger, 14 Kujawa, 15 Jackel, All. Svetislav Pešić |                      | |                   |
| Argento | Russia               | Russia4 Gorin, 5 Šakulin, 6 Sucharev, 7 Astanin, 8 Nosov, 9 Bazarevič, 10 Babkov, 11 Michajlov, 12 Karasëv, 13 Fetisov, 14 Panov, 15 Kondratov, All. Jurij Selichov                                      |                   |
| Bronzo | Croazia              | Croazia5 Perasović, 6 Gregov, 7 Žurić, 8 Alanović, 9 Arapović, 10 Tabak, 11 Vranković, 12 Cvjetićanin, 13 Komazec, 14 Rađa, 15 Kovačić, 16 Mršić, All. Mirko Novosel                                     |                   |
| 4. | Grecia               | Grecia4 Mposganas, 5 Patavoukas, 6 Giannakīs, 7 Kakiousīs, 8 Sigalas, 9 Mpakatsias, 10 Galakteros, 11 Tsekos, 12 Papagiannīs, 13 Fasoulas, 14 Oikonomou, 15 Christodoulou, All. Euthymīs Kioumourtzoglou |                   |
| 5. | Spagna               | Spagna4 Villacampa, 5 R. Jofresa, 6 T. Jofresa, 7 Orenga, 8 Jiménez, 9 Morales, 10 Azofra, 11 Herreros, 12 Crespo, 13 Martínez, 14 A.Martín, 15 Epi, All. Lolo Sainz                                     |                   |
| 6. | Estonia              | Estonia4 Kandimaa, 5 Kuusmaa, 6 Kivinukk, 7 Saksakulm, 8 Metstak, 9 Nagel, 10 Rumma, 11 Babenko, 12 Noormets, 13 Karavajev, 14 Kullamäe, 15 Pehka, All. Jaak Salumets                                    |                   |
| 7. | Francia              | Francia4 Forte, 5 Allinéi, 6 Soulé, 7 Risacher, 8 Bonato, 9 Ostrowski, 10 Coqueran, 11 Rigaudeau, 12 Courtinard, 13 Adams, 14 Gadou, 15 Bilba, All. Francis Jordane                                      |                   |
| 8. | Bosnia ed Erzegovina | Bosnia ed Erzegovina4 Selesković, 5 Firić, 6 Bećiragić, 8 Begović, 9 Mašnić, 10 Primorac, 11 Avdić, 12 Mutapčić, 13 Halimić, 14 Bilalović, All. Ibrahim Krehić                                           |                   |
| Eliminate alla seconda fase |                      | |                   |
| 9. | Lettonia             | Lettonia4 Šneps, 5 Āzacis, 6 Meļņiks, 7 Muižnieks, 8 Zankovskis, 9 Bagatskis, 10 Jaunzems, 11 Liepa, 12 Miglinieks, 13 Valeiko, 14 Bondarenko, 15 Zeidaks, All. Armands Krauliņš                         |                   |
| 9. | Italia               | Italia4 Coldebella, 5 Gentile, 6 Iacopini, 7 Tonut, 8 Bosa, 9 Pittis, 10 Myers, 11 Moretti, 12 Rossini, 13 Frosini, 14 Carera, 15 Rusconi, All. Ettore Messina                                           |                   |
| 9. | Turchia              | Turchia4 Koşan, 5 Saybir, 6 Konuk, 7 Ene, 8 Aydın, 9 Erdenay, 10 Apaydın, 11 Topsakal, 12 Büyükaycan, 13 Oyguç, 14 Arıboğan, 15 Çakırgil, All. Nur Germen                                                |                   |
| 9. | Belgio               | Belgio4 Stas, 5 Struelens, 6 Snyders, 7 Bayer, 8 Samaey, 9 Herman, 10 Cleymans, 11 Deheneffe, 12 Bruyninckx, 13 Verberckt, 14 Goethals, 15 Lambrecht, All. Tony van den Bosch                            |                   |
| Eliminate alla prima fase |                      | |                   |
| 13. | Israele              | Israele4 Henefeld, 5 Fleisher, 6 Elimelech, 7 Barmore, 8 Amsalem, 9 Gordon, 10 Steinhauer, 11 Sheffer, 12 Jamchi, 13 Katz, 14 Arditti, 15 Daniel, All. Zvi Sherf                                         |                   |
| 13. | Slovenia             | Slovenia4 Horvat, 5 Tušek, 6 Daneu, 7 Mirt, 8 Bačar, 9 Zdovc, 10 Leban, 11 Alibegović, 12 Gorenc, 13 Kraljevič, 14 Kotnik, 15 Đurišić, All. Janez Drvarič                                                |                   |
| 13. | Svezia               | Svezia4 Håkanson, 5 Tegel, 6 Andersson, 7 Evers, 8 Gaddefors, 9 Borg, 10 Jansson, 11 Tillman, 12 Gehrke, 13 Marcus, 14 Stümer, 15 Sahlström, All. Rolf Nilsson                                           |                   |
| 13. | Bulgaria             | Bulgaria4 Stankov, 5 Haralanov, 6 Kostov, 7 Ravucov, 8 Natov, 9 Slavov, 10 D. Dimitrov, 11 V. Dimitrov, 12 Mladenov, 13 Stojanov, 14 Gergov, 15 Amiorkov, All. Simeon Varčev                             |                   |

## Premi individuali

### MVP del torneo
- Christian Welp

### Miglior quintetto del torneo
- Playmaker:  Sergej Bazarevič
- Guardia tiratrice:  Jordi Villacampa
- Ala piccola:  Fanīs Christodoulou
- Ala grande:  Christian Welp
- Centro:  Dino Rađa